# Cambridge (Maine)
Cambridge es un pueblo ubicado en el condado de Somerset en el estado estadounidense de Maine. En el Censo de 2010 tenía una población de 462 habitantes y una densidad poblacional de 9,21 personas por km².

## Geografía
Cambridge se encuentra ubicado en las coordenadas 45°2′40″N 69°27′00″O / 45.04444, -69.45000. Según la Oficina del Censo de los Estados Unidos, Cambridge tiene una superficie total de 50.18 km², de la cual 50.03 km² corresponden a tierra firme y (0.31%) 0.16 km² es agua.

## Demografía
Según el censo de 2010, había 462 personas residiendo en Cambridge. La densidad de población era de 9,21 hab./km². De los 462 habitantes, Cambridge estaba compuesto por el 97.4% blancos, el 0% eran afroamericanos, el 0.43% eran amerindios, el 0.65% eran asiáticos, el 0% eran isleños del Pacífico, el 0% eran de otras razas y el 1.52% pertenecían a dos o más razas. Del total de la población el 1.52% eran hispanos o latinos de cualquier raza.